# Innocent's Progress
Innocent's Progress is een Amerikaanse dramafilm uit 1918 onder regie van Frank Borzage.

## Verhaal
Tessa Fayne is ongelukkig met haar baan als bediende in een snoepwinkel. Ze reist naar New York op zoek naar Arnold Fuller, een acteur die haar ooit liefde en een acteercarrière aanbood. Nadat ze erachter is gekomen dat Arnold intussen getrouwd is, maakt ze kennis met de jonge miljonair Carey Larned. Hij neemt haar mee naar zijn appartement, maar daar wordt ze aangevallen door zijn vriend Olin Humphreys. Carey verdedigt haar en loopt daarbij een longbloeding op. Terwijl Carey op krachten komt in warmer oorden, maakt Madeline Carson een echte dame van Tessa. Wanneer Carey jaren later terugkeert om Tessa te bezoeken, beseft hij dat hij verliefd op haar is en hij doet haar een huwelijksaanzoek.

## Rolverdeling
| Acteur          | Personage       |
| --------------- | --------------- |
| Pauline Starke  | Tessa Fayne     |
| Lillian West    | Madeline Carson |
| Alice Knowland  | Tante Lottie    |
| Jack Livingston | Carey Larned    |
| Charles Dorian  | Olin Humphreys  |
| Graham Pettie   | Masters         |